# محوطه کلاره سه تپان
محوطه کلاره سه تپان مربوط به متاخر دوران‌های تاریخی پس از اسلام است و در شهرستان سرپل ذهاب، بخش مرکزی، دهستان حومه سرپل، شمال غرب تپه کلاره سه تپان واقع شده و این اثر در تاریخ ۱۸ اسفند ۱۳۸۷ با شمارهٔ ثبت ۲۴۸۸۷ به‌عنوان یکی از آثار ملی ایران به ثبت رسیده است.